# 林直孝 (動畫師)
林直孝（日语：／ Hayashi Naotaka），日本男性動畫師、動畫演出家、動畫導演。與MAGES.所屬編劇林直孝同姓同名不同人。

## 參加作品

### 電視動畫
2000年
- GEAR戰士電童（—2001年，動畫）

2002年
- 尋找滿月（—2003年，原畫）
- 帝皇戰紀（—2003年，原畫）
- 真·女神轉生 惡魔之子 光之書&闇之書（—2003年，原畫）

2003年
- 驚爆危機？校園篇（原畫）
- 你所期望的永遠（原畫）
- R.O.D -THE TV-（—2004年，原畫）

2004年
- 現視研（原畫）

2005年
- 創聖的亞庫艾里翁（原畫）
- 變形金剛：銀河之力（分鏡、演出）
- 蜂蜜與四葉草（原畫）
- 槍與劍（原畫）
- 地獄少女（—2006年，演出、原畫）

2006年
- 魔女之刃（演出）

2007年
- 地球防衛少年（演出、原畫）
- 偶像大師 XENOGLOSSIA（原畫）
- 暮蟬悲鳴時解（原畫）
- 龍鳴（—2008年，分鏡、演出）

2008年
- 鐵腕女警 DECODE（日语：鉄腕バーディー DECODE）（分鏡、演出）

2009年
- 鐵腕女警 DECODE:02（日语：鉄腕バーディー DECODE）（分鏡、演出）

2010年
- 棒球大聯盟 6th season（演出）
- 傳說的勇者的傳說（原畫）
- 聖痕鍊金士（分鏡、演出）

2011年
- IS〈Infinite Stratos〉（分鏡、演出）
- 食夢者瑪莉（原畫）
- GOSICK（原畫）
- 神的記事本（原畫）
- 沉默的森田同學。（導演[2]、分鏡、演出）
- 沉默的森田同學。2（導演[3]、分鏡、演出）
- Sacred Seven（分鏡）

2012年
- 在那個夏天等待（原畫）
- 戰姬絕唱SYMPHOGEAR（分鏡）
- 夏色奇蹟（分鏡）
- 黑子的籃球（分鏡、演出）
- 咲-Saki- 阿知賀篇 episode of side-A（—2013年，分鏡）
- 女子落語（演出）
- AKB0048（原畫）
- 魔奇少年 The labyrinth of magic（—2013年，系列演出、分鏡、演出、原畫、第2原畫）
- 機器人筆記（—2013年，分鏡）

2013年
- 魔奇少年 The kingdom of magic（—2014年，助理導演、分鏡、演出、演出補佐）

2014年
- 三坪房間的侵略者!?（分鏡）
- 女友伴身邊（導演[4]）

2015年
- 雙槍激鬥（演出）
- 槍與面具（分鏡）

2016年
- 舞武器·舞亂伎（分鏡、演出）
- 舞武器·舞亂伎 星之巨人（分鏡、演出）
- 星夢筆記（分鏡、演出）

2017年
- 雛子的筆記（OP分鏡&演出）
- ID-0（分鏡、演出）
- 結城友奈是勇者 -鷲尾須尾之章-（分鏡、演出）
- Just Because！（分鏡、演出）

2018年
- citrus ～柑橘味香氣～（分鏡）
- 刀使之巫女（分鏡）

2019年
- BanG Dream！（分鏡）
- Endro～！（分鏡）
- 我們真的學不來！（分鏡）
- 魔法水果籃 (2019年版)（分鏡）

2020年
- 格萊普尼爾（演出）

2021年
- 歌劇少女!!（演出）
- 結城友奈是勇者 -大滿開之章-（分鏡）

2022年
- 闇影詩章F（副導演、演出）
- 相合之物（分鏡）

2023年
- 米奇與達利 惡童物語（分鏡）
- 聖劍學院的魔劍使（分鏡）

2024年
- 福星小子 (2022年版)（分鏡）

### 電影動畫
2015年
- 好想大聲說出心底的話。（演出）
- 蒼藍鋼鐵戰艦 -ARS NOVA- Cadenza（分鏡[注 1]、演出[注 2]）

## 腳註

## 相關項目
- 日本動畫師列表（日语：アニメ関係者一覧）